# Cleistocactus morawetzianus
Cleistocactus morawetzianus ist eine Pflanzenart in der Gattung Cleistocactus aus der Familie der Kakteengewächse (Cactaceae). Das Artepitheton morawetzianus ehrt Victor Morawetz aus New York, einem Gönner Curt Backebergs.

## Beschreibung
Cleistocactus morawetzianus wächst strauchig bis fast baumförmig mit reich verzweigten,  graugrünen Trieben und erreicht bei Durchmessern von bis 5 Zentimetern Wuchshöhen von bis 2 Metern. Es sind 12 bis 16 quer gefurchte Rippen vorhanden. Die darauf befindlichen Areolen stehen bis 1 Zentimeter voneinander entfernt. Die an der Basis verdickten Dornen sind anfangs goldgelben, werden später gräulich mit einer dunkleren Spitze. Die meist drei pfriemlichen Mitteldornen sind bis 5 Zentimeter lang. Die bis 14 Randdornen sind bis 15 Millimeter lang.
Die abstehenden, geraden oder über dem Perikarpell etwas abgebogenen und abwärts gerichteten Blüten sind weiß oder besitzen einen hellgrünlichen oder etwas rosafarbenen Schein. Sie sind bis 5,5 Zentimeter lang und weisen Durchmesser von 9 Millimetern auf. Die Blütenhüllblätter sind ausgebreitet. Der Griffel ragt weit über die Blüte hinaus. Die kugelförmigen Früchte sind gelblich grün.

## Verbreitung, Systematik und Gefährdung
Cleistocactus morawetzianus ist in den peruanischen Regionen Junín, Huancavelica, Ayacucho und Apurímac in Höhenlagen von 2000 bis 2500 Metern verbreitet.
Die Erstbeschreibung erfolgte 1936 durch Curt Backeberg. Ein nomenklatorisches Synonym ist Echinopsis morawetziana (Backeb.) Molinari (2015).
In der Roten Liste gefährdeter Arten der IUCN wird die Art als „Data Deficient (DD)“, d. h. mit keinen ausreichenden Daten geführt.

## Nachweise